# Gerda Fernholm
Gerda Andreetta Fernholm, ogift Lignell, född 2 februari 1849 i Kila församling, Värmlands län, död 28 juli 1914 i Nacka församling, Stockholms län, var en svensk psalmförfattare.
Hon var dotter till kontraktsprost Anders Lignell och gifte sig 1871 med prästen Andreas Fernholm, från vilken hon blev änka 1892.

## Psalmer
- O du, som suckar med ängsligt hjärta (1878)
- Det betyder föga här i världen (1879)